# Bauhinia purpurea
Bauhinia purpurea är en ärtväxtart som beskrevs av Carl von Linné. Bauhinia purpurea ingår i släktet Bauhinia och familjen ärtväxter. Inga underarter finns listade i Catalogue of Life.

## Bildgalleri

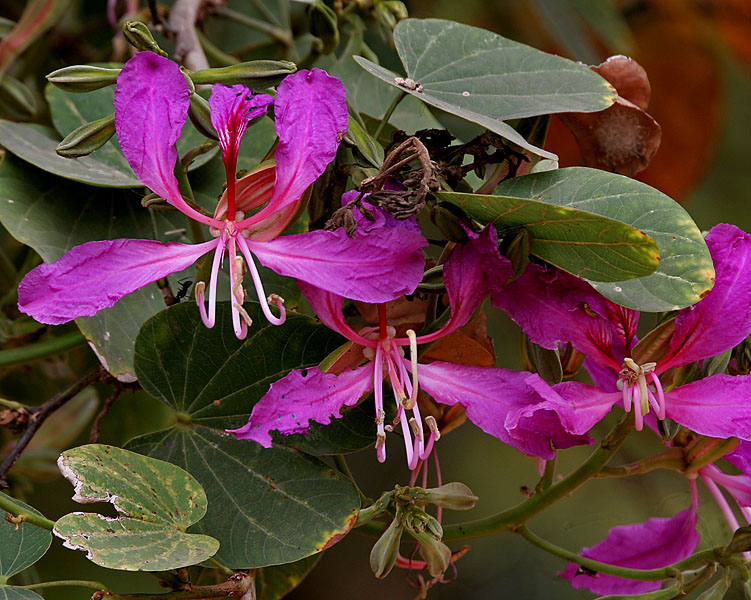
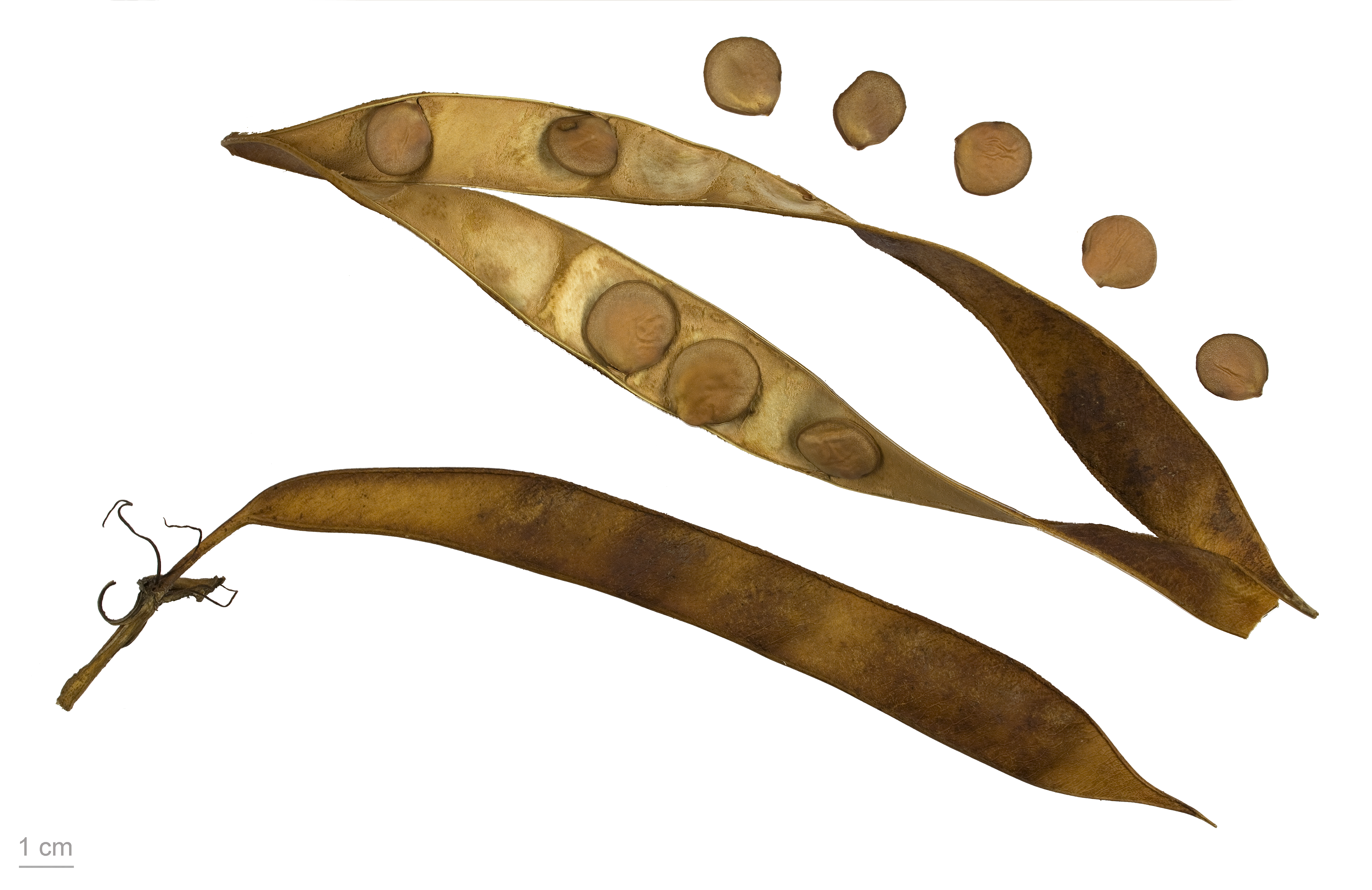
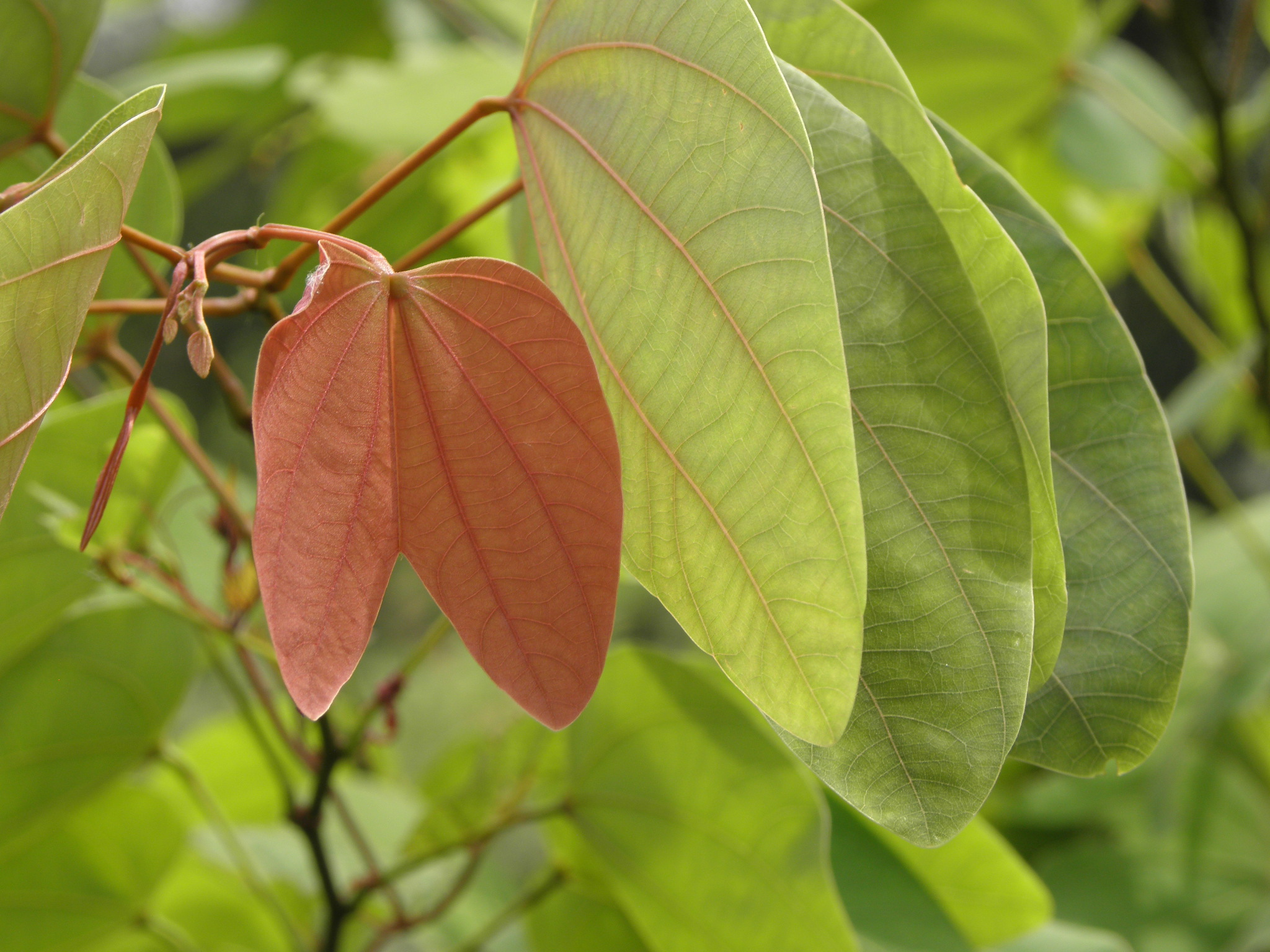
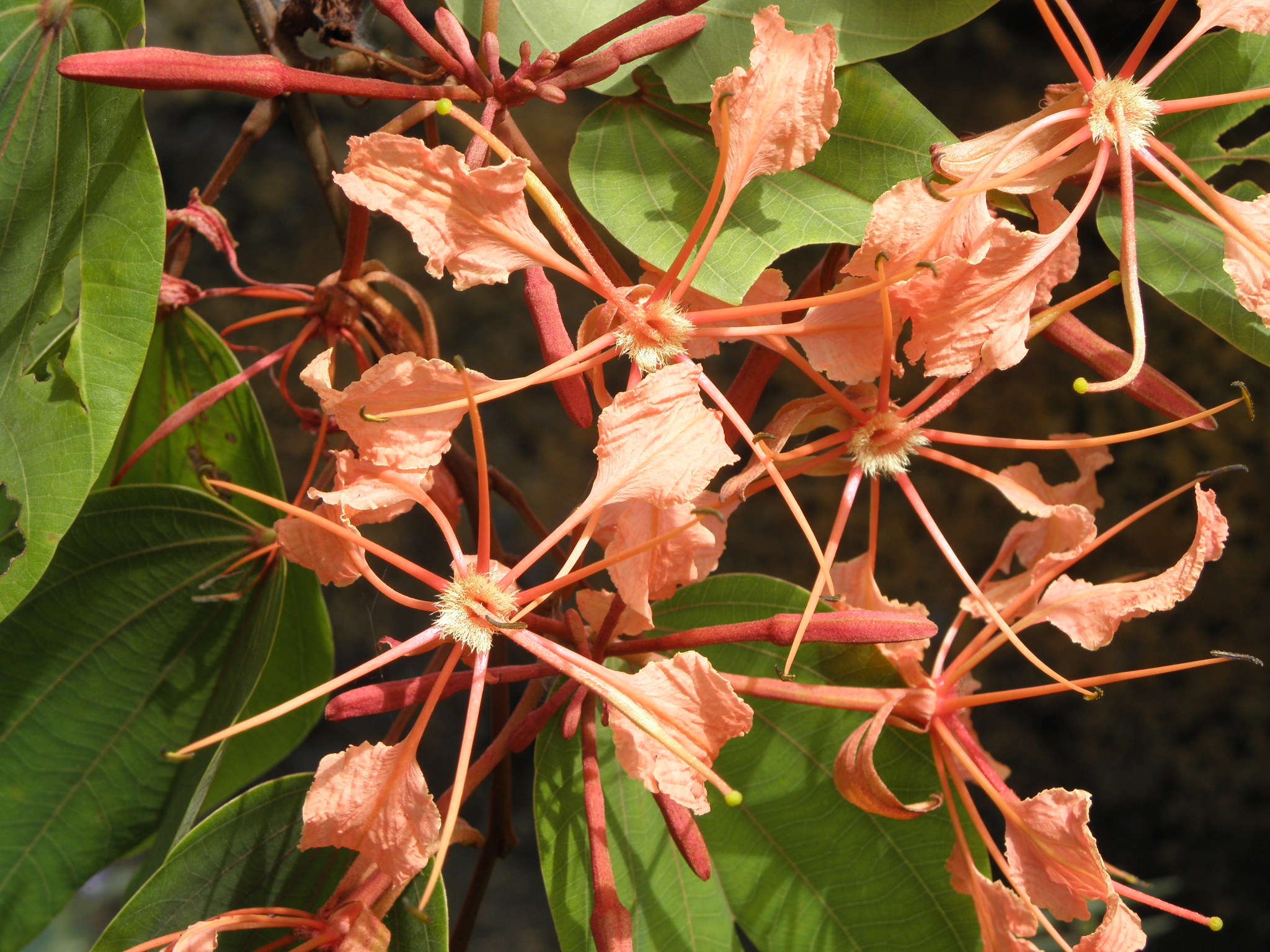